# Międzywęzłowe przesyłanie danych
Międzywęzłowe przesyłanie danych polega na przenoszeniu danych z jednego węzła w sieci do innego. W modelu OSI odpowiedzialne są za to dwie najniższe warstwy: warstwa łącza danych (data link layer) oraz warstwa fizyczna (physical layer).
W większości systemów komunikacyjnych, przesyłanie poprzedza kodowanie źródła, kodowanie ścieżki oraz kodowanie łącza. To wytwarza pasmo podstawowe (baseband). Niektóre systemy używają również modulacji do łączenia kilku pasm podstawowych tworząc pasmo szerokie (broadband). Odbiornik odwraca tę transformację i wykonuje te same czynności w odwrotnej kolejności: demodulacja, dekodowanie, wykrywanie błędów, dekompresja).
Niektóre systemy komunikacyjne pomijają jeden lub więcej z tych kroków, bądź używają technik w których łączą je ze sobą. Przykładem może być alfabet Morse’a. Transmiter łączy kodowanie źródła, kodowanie ścieżki oraz kodowanie łącza w jeden krok, następnie sygnał jest modulowany amplitudowo i wysłany. Innym przykładem może być kod kreskowy. Dodaje znak sumy kontrolnej podczas kodowania ścieżki, potem zamienia każdą cyfrę na symbol kreskowy podczas kodowania łącza, omijając w ten sposób modulację.

## Kodowanie źródła (source coding)
Kodowanie źródła jest używane w celu eliminacji nadmiarowości, by skutecznie zagospodarować przestrzeń magazynową lub kanałów transmisyjnych.
Przykłady kodowania źródła:
- kodowanie Huffman’a
- Kod Morse’a
- Kodowanie binarne

## Kodowanie ścieżki (channel coding)
W cyfrowej telekomunikacji jest to przed transmisyjne zmapowanie danych, dodane do sygnału cyfrowego, zazwyczaj stosowane do usuwania błędów (bądź chociaż ich wykrycie).

## Kodowanie łącza (line coding)
Kodowanie łącza składa się z reprezentacji sygnału cyfrowego jako sygnału amplitudowego, który jest odpowiednio dopasowany możliwości fizycznych łącza. Po zakodowaniu sygnału, może on zostać wysłany.
Kodowanie łącza powinno umożliwić synchronizację nadajnika z odbiornikiem. Kodowanie to powinno też posiadać strukturę, którą pozwalałaby na uruchomienie wykrywania błędów.
Przykłady kodowania łącza: B8ZS, HDB3, 2B1Q, AMI, Gray coding.

## Modulacja
Modulacja to samorzutna lub celowa zmiana parametrów fali. Częstotliwość zmian wywołanych modulacją jest dużo mniejsza od częstotliwości fali. Jeżeli modulowane są fale sinusoidalne, to proces ten może powodować zmiany amplitudy, częstotliwości lub fazy drgań. W przypadku fal prostokątnych (często stosowanych w technice cyfrowej) procesowi modulacji podlega szerokość, amplituda, pozycja (układ) oraz gęstość impulsów.